# 三輪記子
三輪 記子（みわ ふさこ、1976年10月24日 - ）は、日本の弁護士、タレント。松竹芸能所属。
京都府出身、東京都在住。戸籍名は樋口 記子（旧姓:三輪）。

## 来歴・人物
京都府京都市出身。実家は浄土宗の寺だが、父はサラリーマンだった。
同志社中学校・高等学校、東京大学法学部卒業後、立命館大学法科大学院修了。京都弁護士会→第一東京弁護士会所属（登録番号：43167）。
東大に合格後に外交官を目指すも断念。留年して大学5年のとき、同じ京都出身の飲み仲間・映画監督の林海象から「お前は弁護士に向いている」と助言を受けて一念発起。司法浪人を経験した後に立命館大学法科大学院に進み、新司法試験に合格、2010年、34歳のときに弁護士登録。
2012年に京都にて三輪記子法律事務所開設。しかし、なかなか仕事に恵まれず週刊誌『週刊プレイボーイ』で連載中だったリリー・フランキーの人生相談に応募し採用された縁より2013年に同誌でグラビアデビュー。その後、テレビ出演なども行うようになり同年に松竹芸能に所属した。2014年、弁護士3名と共に東洞院法律事務所を設立。
2017年秋に東京（第一東京弁護士会）に登録を移し、同年、東京ファミリア法律事務所を開設。2021年3月、三輪記子の法律事務所を開設し現職。
弁護士としては法務全般を扱うとし、特に離婚・男女間トラブルやハラスメント問題に関する発信が多い。

## 私生活
東大時代には3回留年した。司法試験に7回落ち10年かけて弁護士になったと語っている。
2015年6月15日に作家の樋口毅宏と結婚。その後、男児を出産。出会いのきっかけは三輪が樋口の著書『タモリ論』を新幹線で泣きながら一気読みしたエピソードをTwitterに投稿したことからである。2022年に女児を出産。
独身時代はかなり奔放な男性遍歴があり、東大在学中に1回、卒業後に1回、自身の浮気を原因とした婚約破棄を経験している。

## 出演番組

### テレビ
- アッコにおまかせ!（TBSテレビ）※準レギュラー
- ドデスカ!（名古屋テレビ）※水曜日コメンテーター
- ウェークアップ!ぷらす（読売テレビ）※準レギュラー
- 白熱ライブ ビビット→ビビット（TBSテレビ）※コメンテーター
- 情報ライブ ミヤネ屋（読売テレビ）※パネリスト
- チャント!（中部日本放送）※不定期コメンテーター
- 胸いっぱいサミット!（関西テレビ）※不定期パネラー
- newsおかえり（朝日放送） - 金曜日コメンテーター
- キャスト（朝日放送） - 月曜日コメンテーター（～2021年3月28日）

### ゲスト出演
- ネプリーグ（フジテレビ）
- 全力!脱力タイムズ（フジテレビ）
- ザ!世界仰天ニュース（日本テレビ）
- サンデーモーニング (TBSテレビ)2023年7月9日〜

### ネット番組
- ポリタスTV（YouTube）

## 著書
- 「これだけは知っておきたい男女トラブル解消法」海竜社、2021年4月7日発行。 ISBN 978-4759317534